# Rhinogobius mekongianus
Rhinogobius mekongianus är en fiskart som först beskrevs av Pellegrin och Fang, 1940.  Rhinogobius mekongianus ingår i släktet Rhinogobius och familjen smörbultsfiskar. IUCN kategoriserar arten globalt som livskraftig. Inga underarter finns listade i Catalogue of Life.